# Ойсон, Лолита
Лолита Ойсон (1914—1994) — писательница и поэтесса с Антильских островов. Она была посвящена в рыцари Ордена Оранских-Нассау. Улицы в Синт-Эстатиусе и Синт-Николасе на Арубе носят её имя. В 1996 году она была увековечена арубской маркой, изображающей её подобие.

## Биография
Лолита Эсмеральда родилась на голландском Антильском острове Синт-Эстатиус 27 октября 1914 года. В 1936 году она покинула Синт-Эстатиус и переехала на Арубу, где получила признание за свои еженедельные колонки в журнале The Local. Ойсон опубликовала свой первый сборник стихов «Сладкие похвалы» в 1988 году, который получил премию «Золотой поэт» от журнала «Мир поэзии» в Сакраменто, Калифорния, и отмечался на церемонии в Сан-Николаасе местными сановниками. Сборник содержал стихи, написанные в честь различных поводов, в том числе на национальные и религиозные темы,  и затрагивавшие смерть президента Джона Ф. Кеннеди, а также темы, касающиеся голландской королевской семьи. Ойсон был избран рыцарем Ордена Оранж-Нассау.

## Смерть и наследие
Ойсон умерла 13 августа 1994 года на Арубе. В 1995 году её имя было помещено на улице в Сан-Николас, Аруба. В Синт-Эстатиусе также есть улица, названная в её честь. В 1996 году на Арубе была выпущена почтовая марка с её изображением. Посмертно стихи, написанные Ойсон, были включены в антологию Карибских писателей Клааса де Гроота 2010 года, Vaar naar de vuurtoren («Парус к маяку») и в том 2014 года «Лунный свет на волнах», включающий ранее неопубликованные стихи автора. Как и её предыдущий том, стихи, как правило, посвящены религиозным и праздничным темам. Она была матерью карибского певца Хулио Ойсона.